# Jinmu Jiao
Jinmu Jiao är en udde i Kina. Den ligger i provinsen Hainan, i den södra delen av landet, omkring 220 kilometer söder om provinshuvudstaden Haikou.
Närmaste större samhälle är Sanya, 11,8 km nordväst om Jinmu Jiao. 
Genomsnittlig årsnederbörd är 2 251 millimeter. Den regnigaste månaden är juli, med i genomsnitt 369 mm nederbörd, och den torraste är januari, med 17 mm nederbörd.